# Brénon
Der Brénon ist ein 26,3 km langer Fluss mit einem Einzugsgebiet von 142,3 km² in der Region Grand Est.

## Geographie

### Verlauf
Die Quelle befindet sich im Gemeindegebiet von Grimonviller, südwestlich des 541 Meter hohen Signal de Vaudémont in der Landschaft Saintois, großräumiger gesehen zwischen Nancy und Vittel. Er fließt zunächst nach Norden und schwenkt ab Thorey-Lyautey nach Nordosten. Nach Passieren der Kleinstadt Vézelise mündet der Brénon im Gemeindegebiet von Autrey nordwestlich von Ceintrey in den Mosel-Nebenfluss Madon.

### Zuflüsse
| linke Nebenflüsse - Ruisseau du Taha - Ruisseau des Conrottes - Ruisseau du Moulin - Ruisseau de Velle - Ruisseau l’Uvry - Ruisseau des Auges - Ruisseau de Geoinvau - Ruisseau de Vilain Rupt | rechte Nebenflüsse - Ruisseau Le Maillot - Ruisseau Le Tabourin - Ruisseau du Grand Rupt |

## Hydrologie
Am Pegel Autrey – kurz vor der Mündung – misst seit 1969 eine hydrologische Station den Durchsatz des Flusses, der im Durchschnitt mit 1,44 m³ pro Sekunde angegeben wird. Saisonal schwankt der Abfluss zwischen 2,3 Und 3,3 m³ pro Sekunde im Winter und Frühjahr und nur 118 Litern pro Sekunde an heißen Augusttagen.
Der  modellierte monatliche mittlere Abfluss (MQ) des Brénon bei der Station Autrey in m³/s
Der monatliche mittlere Abfluss (MQ) des Brénon in m³/s, gemessen an der hydrologischen Station Autrey; Daten aus den Werten der Jahre 1969–2007 berechnet
Der höchste Wert wurde mit 70,2 m³ pro Sekunde bei einem Hochwasser am 30. Dezember 2001 gemessen. Die durchschnittliche Niederschlagsmenge im Einzugsgebiet des Brénon beträgt 328 Millimeter, was etwa dem Durchschnitt ganz Frankreichs entspricht.
Das Bodenrelief steigt am linken Flussufer steiler an und ist stärker gegliedert als am rechten Ufer. Eine Ausnahme ist der Flussabschnitt nahe Fécocourt – hier bildet das Brénontal einen etwa 100 Meter tiefen Einschnitt.

## Belege
1. ↑  Débits caractéristiques du Brénon
2. ↑  Mittlere Abflüsse (m³/s) und Abflussregimetyp für das Gewässernetz der Schweiz
3. ↑  Banque Hydro - Station  A5422010 - Le Brénon à Autrey (option Synthèse) (Memento des Originals vom 19. Februar 2015 im Internet Archive)  Info: Der Archivlink wurde automatisch eingesetzt und noch nicht geprüft. Bitte prüfe Original- und Archivlink gemäß Anleitung und entferne dann diesen Hinweis.